# Elaeocarpus dolichobotrys
Elaeocarpus dolichobotrys är en tvåhjärtbladig växtart som beskrevs av Merrill. Elaeocarpus dolichobotrys ingår i släktet Elaeocarpus och familjen Elaeocarpaceae. Inga underarter finns listade i Catalogue of Life.